# Nottingham Panthers

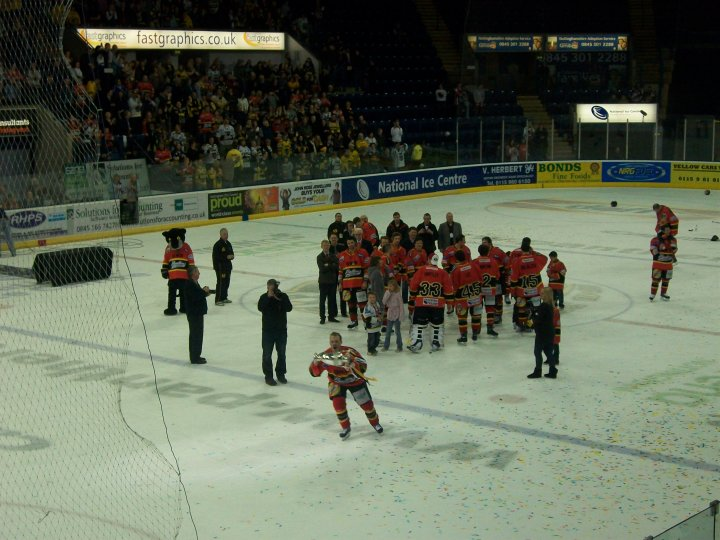
Nottingham Panthers bij het winnen van de Challenge Cup 2010

Nottingham Panthers is een Britse ijshockeyclub uit Nottingham. De club is in 1946 opgericht en speelt in de Britse Elite Ice Hockey League. De thuiswedstrijden worden gespeeld in het National Ice Centre.
De Panthers zijn in 1956, 1989, 2007 en 2012 kampioen van Groot-Brittannië geworden. In 2004, 2008, 2010 en 2011 heeft de club de Challenge-Cup gewonnen.

## Weblink
- Officiële website